# Bourré
Bourré és un antic municipi francès situat al departament del Loir i Cher i la regió del Centre - Vall del Loira. L'1 de gener del 2016 es fusionà amb Montrichard per formar el municipi nou de Montrichard Val de Cher. L'any 2007 tenia 744 habitants.

## Demografia

### Població
El 2007 la població de fet de Bourré era de 744 persones. Hi havia 324 famílies, de les quals 114 eren unipersonals (63 homes vivint sols i 51 dones vivint soles), 107 parelles sense fills, 83 parelles amb fills i 20 famílies monoparentals amb fills.
La població ha evolucionat segons el següent gràfic:
Habitants censats

### Habitatges
El 2007 hi havia 445 habitatges, 336 eren l'habitatge principal de la família, 62 eren segones residències i 47 estaven desocupats. 421 eren cases i 18 eren apartaments. Dels 336 habitatges principals, 254 estaven ocupats pels seus propietaris, 68 estaven llogats i ocupats pels llogaters i 14 estaven cedits a títol gratuït; 4 tenien una cambra, 24 en tenien dues, 62 en tenien tres, 97 en tenien quatre i 149 en tenien cinc o més. 241 habitatges disposaven pel capbaix d'una plaça de pàrquing. A 165 habitatges hi havia un automòbil i a 123 n'hi havia dos o més.

### Piràmide de població
La piràmide de població per edats i sexe el 2009 era:
| Homes | Edats   | Dones |
| ----- | ------- | ----- |
| 4     | 95 o +  | 0     |
| 0     | 90 a 94 | 4     |
| 0     | 85 a 89 | 20    |
| 4     | 80 a 84 | 8     |
| 4     | 75 a 79 | 4     |
| 16    | 70 a 74 | 28    |
| 36    | 65 a 69 | 32    |
| 12    | 60 a 64 | 44    |
| 24    | 55 a 59 | 28    |
| 20    | 50 a 54 | 16    |
| 12    | 45 a 49 | 8     |
| 48    | 40 a 44 | 12    |
| 28    | 35 a 39 | 24    |
| 20    | 30 a 34 | 24    |
| 16    | 25 a 29 | 20    |
| 4     | 20 a 24 | 12    |
| 36    | 15 a 19 | 12    |
| 24    | 10 a 14 | 8     |
| 8     | 5 a 9   | 24    |
| 12    | 0 a 4   | 4     |

## Economia
El 2007 la població en edat de treballar era de 429 persones, 314 eren actives i 115 eren inactives. De les 314 persones actives 285 estaven ocupades (160 homes i 125 dones) i 30 estaven aturades (10 homes i 20 dones). De les 115 persones inactives 48 estaven jubilades, 23 estaven estudiant i 44 estaven classificades com a «altres inactius».

### Ingressos
El 2009 a Bourré hi havia 321 unitats fiscals que integraven 712,5 persones, la mediana anual d'ingressos fiscals per persona era de 15.961 €.

### Activitats econòmiques
Dels 44 establiments que hi havia el 2007, 4 eren d'empreses alimentàries, 6 d'empreses de fabricació d'altres productes industrials, 9 d'empreses de construcció, 7 d'empreses de comerç i reparació d'automòbils, 2 d'empreses de transport, 4 d'empreses d'hostatgeria i restauració, 1 d'una empresa d'informació i comunicació, 1 d'una empresa financera, 1 d'una empresa immobiliària, 3 d'empreses de serveis, 3 d'entitats de l'administració pública i 3 d'empreses classificades com a «altres activitats de serveis».
Dels 14 establiments de servei als particulars que hi havia el 2009, 1 era una oficina de correu, 7 paletes, 2 fusteries, 1 electricista, 1 empresa de construcció, 1 perruqueria i 1 restaurant.
Dels 3 establiments comercials que hi havia el 2009, 1 era una botiga de més de 120 m², 1 una botiga de menys de 120 m² i 1 una fleca.
L'any 2000 a Bourré hi havia 10 explotacions agrícoles que ocupaven un total de 175 hectàrees.

## Equipaments sanitaris i escolars
L'únic equipament sanitari que hi havia el 2009 era una farmàcia.
El 2009 hi havia una escola elemental.

## Poblacions més properes
El següent diagrama mostra les poblacions més properes.